# 姚钟华
姚钟华（1939年7月—），男，云南昆明人，中国画家，一级美术师，曾任云南画院副院长，中国美术家协会理事。